# Leichtathletik-Juniorenafrikameisterschaften 2015
Die 12. Leichtathletik-Juniorenafrikameisterschaften fanden vom 5. bis 8. März 2015 im Addis-Abeba-Stadion in der äthiopischen Hauptstadt Addis Abeba statt.

## Resultate

### Männer

#### 100 m
| Platz | Athlet           | Land | Zeit (s) |
| ----- | ---------------- | ---- | -------- |
| 1     | Divine Oduduru   | NGR  | 10,44    |
| 2     | Arthur Cissé     | CIV  | 10,63    |
| 3     | Sydney Siame     | ZAM  | 10,77    |
| 4     | Abdusetar Kemal  | ETH  | 10,84    |
| 5     | Darren de Bruin  | RSA  | 10,86    |
| 6     | Mngomezulu Mzamo | SWZ  | 10,90    |
| 7     | Ebrima Camara    | GAM  | 10,91    |
| 8     | Dyland Sicobo    | SEY  | 11,04    |

Finale: 6. März
Wind: −1,1 m/s

#### 200 m
| Platz | Athlet                 | Land | Zeit (s) |
| ----- | ---------------------- | ---- | -------- |
| 1     | Divine Oduduru         | NGR  | 21,22    |
| 2     | Victor Peka            | NGR  | 21,53    |
| 3     | Gilles Anthony Afoumba | CGO  | 21,59    |
| 4     | Gezahegn Ababu         | ETH  | 21,81    |
| 5     | Arthur Cissé           | CIV  | 21,92    |
| 6     | Sylvain Benandro       | MAD  | 21,97    |
| 7     | Sydney Siame           | ZAM  | 22,21    |
|       | Émilien Tchan Bi Chan  | CIV  | DNS      |

Finale: 8. März
Wind: −2,3 m/s

#### 400 m
| Platz | Athlet                 | Land | Zeit (s) |
| ----- | ---------------------- | ---- | -------- |
| 1     | Karabo Sibanda         | BOT  | 46,33    |
| 2     | Alex Sampao            | KEN  | 46,54    |
| 3     | Adekunle Rilwan Fasasi | NGR  | 46,84    |
| 4     | Onneile Phokedi        | BOT  | 49,49    |
| 5     | Kenenisa Hailu         | ETH  | 46,89    |
| 6     | Sikiru Adeyemi         | NGR  | 47,32    |
| 7     | Gilles Anthony Afoumba | CGO  | 47,77    |
|       | Leungo Scotch          | BOT  | DSQ      |

Finale: 6. März

#### 800 m
| Platz | Athlet                  | Land | Zeit (min) |
| ----- | ----------------------- | ---- | ---------- |
| 1     | Patrick Kiprotich Ronoh | KEN  | 1:50,21    |
| 2     | Jonah Koech             | KEN  | 1:50,88    |
| 3     | Temam Tura              | ETH  | 1:51,06    |
| 4     | Oussama Nabil           | MAR  | 1:51,28    |
| 5     | Mengistu Teracha        | ETH  | 1:52,70    |
| 6     | Geoffrey Balimumiti     | UGA  | 1:52,71    |
| 7     | Adam Abdelwahab         | SUD  | 1:54,10    |
| 8     | Amadou Kayentao         | MLI  | 1:57,76    |

Finale: 8. März

#### 1500 m
| Platz | Athlet               | Land | Zeit (min) |
| ----- | -------------------- | ---- | ---------- |
| 1     | Anthony Kiptoo       | KEN  | 3:43,98    |
| 2     | Gilbert Kwemoi       | KEN  | 3:44,59    |
| 3     | Chala Regasa         | ETH  | 3:44,92    |
| 4     | Demoz Bekele         | ETH  | 3:45,50    |
| 5     | Abdiwaiss Mouhyanin  | DJI  | 3:47,07    |
| 6     | Oussama Nabil        | MAR  | 3:49,47    |
| 7     | Mohamed Ramadan Fozi | DJI  | 3:51,65    |
| 8     | James Sugira         | RWA  | 3:53,95    |

6. März

#### 5000 m
| Platz | Athlet                | Land | Zeit (min) |
| ----- | --------------------- | ---- | ---------- |
| 1     | Yomif Kejelcha        | ETH  | 14:31,03   |
| 2     | Fredrick Kiptoo       | KEN  | 14:34,06   |
| 3     | Daniel Kipkemoi Mamba | KEN  | 14:39,32   |
| 4     | Gabriel Geay          | TAN  | 14:59,87   |
| 5     | Abe Gashahun          | ETH  | 15:08,28   |
| 6     | Hassan Bouh Ibrahim   | DJI  | 15:11,21   |
| 7     | Thierry Ndikumwenayo  | BDI  | 15:11,49   |
| 8     | Abdalla Yousif        | SUD  | 15:20,62   |

8. März

#### 10.000 m
| Platz | Athlet                 | Land | Zeit (min) |
| ----- | ---------------------- | ---- | ---------- |
| 1     | Joshua Cheptegei       | UGA  | 29:58,70   |
| 2     | Davis Kiplagat         | KEN  | 29:59,32   |
| 3     | Gurmessa Nega          | ETH  | 30:02,38   |
| 4     | Mulu Alemne            | ETH  | 30:12,52   |
| 5     | Edwin Kiprotich Lelgut | KEN  | 31:09,55   |
| 6     | John Hakizimana        | RWA  | 32:00,09   |
| 6     | Jean Marie Myiasiro    | RWA  | 32:03,52   |
|       | Bouh Ibrahim Hassan    | DJI  | DNS        |

6. März

#### 10.000 m Gehen
| Platz | Athlet                   | Land | Zeit (min) |
| ----- | ------------------------ | ---- | ---------- |
| 1     | Mahmoud Mohamed Mahmoud  | EGY  | 48:47,90   |
| 2     | Gemechu Biratu           | ETH  | 49:06,89   |
| 3     | Mohammed Fekkoun         | ALG  | 53:05,62   |
|       | Getamesay Niguse         | ETH  | DSQ        |
|       | Ahmed Houma Nadjimoudine | COM  | DNS        |

7. März

#### 110 m Hürden (99 cm)
| Platz | Athlet                  | Land | Zeit (s) |
| ----- | ----------------------- | ---- | -------- |
| 1     | Abdullahi Bashiru       | NGR  | 13,99    |
| 2     | Amine Bouanani          | ALG  | 14,24    |
| 3     | Rivaldo Roberts         | RSA  | 14,27    |
| 4     | Hanno Coetzer           | RSA  | 14,52    |
| 5     | Haileyesus Eshetu       | ETH  | 14,58    |
| 6     | Amre Henok Masresha     | ETH  | 14,73    |
| 7     | Mustafa Mohamed Ramadan | EGY  | 15,01    |
|       | Ifeanyichukwu Atuma     | NGR  | DSQ      |

Finale: 8. März
Wind: −3,9 m/s

#### 400 m Hürden
| Platz | Athlet                   | Land | Zeit (s) |
| ----- | ------------------------ | ---- | -------- |
| 1     | Larry Lombaard           | RSA  | 51,80    |
| 2     | Abebe Robi               | ETH  | 52,13    |
| 3     | Avotrin Rakotoarimiandry | MAD  | 53,29    |
| 4     | Timoth Emoghene          | NGR  | 53,67    |
| 5     | Agumas Tarkegn           | ETH  | 53,98    |
| 6     | Stephen Kipkoech         | KEN  | 55,43    |
| 7     | Ned Azemia               | SEY  | 55,84    |
|       | Harona Kibet Tonui       | KEN  | DSQ      |

Finale: 6. März

#### 3000 m Hindernis
| Platz | Athlet                 | Land | Zeit (min) |
| ----- | ---------------------- | ---- | ---------- |
| 1     | Abraham Kibiwot        | KEN  | 8:47,43    |
| 2     | Wogene Sidamo          | ETH  | 8:51,57    |
| 3     | Hailemariyam Amare     | ETH  | 9:01,58    |
| 4     | Vincent Kipyegon Ruto  | KEN  | 9:10,26    |
| 5     | Abdalla Yousif         | SUD  | 9:37,69    |
| 6     | Mohamed Ismail Ibrahim | DJI  | 9:47,38    |
|       | Amedee Manirakiza      | BDI  | DNF        |

5. März

#### 4 × 100 m Staffel
| Platz  | Land           | Athleten                                                                 | Zeit (s) |
| ------ | -------------- | ------------------------------------------------------------------------ | -------- |
| 1      | Nigeria        | Thankgod Igube Victor Peka Chuwudi Olisakwe Divine Oduduru               | 39,99    |
| 2      | Botswana       | Thabiso Sekgopi Leungo Scotch Karabo Mothibi Vincent Basima              | 40,95    |
| 3      | Südafrika      | Larry Lombaard Rivaldo Roberts Hanno Coetzer Darren de Bruin             | 41,46    |
| 4      | Elfenbeinküste | N'Dri Constant Koffi Émilien Tchan Bi Chan Jean Marc Ledjou Arthur Cissé | 41,46    |
| 5      | Äthiopien      | Ahimed Abdela Bediru Mohammed Abdusetar Kemal Barnabas Solomon           | 41,71    |
| 6      | Gambia         | Ebrima Camara Tijan Keita Assan Faye Alieu Joof                          | 42,00    |
|        | Kenia          |                                                                          | DNS      |
| Sambia |                | DNS                                                                      |          |

7. März

#### 4 × 400 m Staffel
| Platz | Land      | Athleten                                                                               | Zeit (min) |
| ----- | --------- | -------------------------------------------------------------------------------------- | ---------- |
| 1     | Botswana  | Karabo Sibanda Leungo Scotch Unod Keetile Vincent Basima                               | 3:11,00    |
| 2     | Äthiopien | Kenenisa Bali Aduga Tesfaye Haji Beker Gezahagne Feleke                                | 3:11,19    |
| 3     | Nigeria   | Omeiza Akerele Sikiru Adeyemi Abdulsalam Audu Rilwan Adekunle Fasasi                   | 3:11,20    |
| 4     | Gambia    | Alieu Joof Demba Marong Alagie Sonko Tijan Keita                                       | 3:20,05    |
| 5     | Sudan     | Haroun el-Taib Elhadi Hamid Adam Abdelwahab Haistham Suliman                           | 3:21,75    |
| 6     | Dschibuti | Said Ilhireh Djamal Ibrahim Said Hassan Wais Hassan Houssein Abdourazak                | 3:35,98    |
| 7     | Somalia   | Ahmed Hussein Hassan Mohamed Hussein Hassan Sharmaarke Abdiziz Salad Abdiasis Muse Ali | 3:46,18    |

8. März

#### Hochsprung
| Platz | Athlet              | Land | Höhe (m) |
| ----- | ------------------- | ---- | -------- |
| 1     | Hichem Bouhanoun    | ALG  | 2,12     |
| 2     | Mpho Links          | RSA  | 2,10     |
| 3     | Theddus Okpara      | NGR  | 2,06     |
| 4     | Mohamed Amine Fodil | ALG  | 2,03     |
| 5     | Gemechu Tamiry      | ETH  | 2,00     |
| 6     | Bekele Lemi         | ALG  | 2,00     |
| 7     | Mohamed Harryba     | SEY  | 1,85     |
| 8     | Fredy Oyono         | CMR  | 1,85     |

8. März

#### Stabhochsprung
| Platz | Athlet                  | Land | Höhe (m) |
| ----- | ----------------------- | ---- | -------- |
| 1     | Seifeddine Mejri        | TUN  | 4,40     |
| 2     | Ituah Enahoro           | NGR  | 4,10     |
| 3     | Mostafa Ramadan Mohamed | EGY  | 3,50     |
|       | Marouane Aissaoui       | MAR  | DNS      |

7. März

#### Weitsprung
| Platz | Athlet                | Land | Weite (m) |
| ----- | --------------------- | ---- | --------- |
| 1     | Mouhcine Khoua        | MAR  | 7,45      |
| 2     | Theddus Okpara        | NGR  | 7,44      |
| 3     | Yasser Triki          | ALG  | 7,39      |
| 4     | Hesham Abdelhamid Ali | EGY  | 7,27      |
| 5     | Marouane Aissaoui     | MAR  | 7,08      |
| 6     | Mesfin Abebe          | ETH  | 6,97      |
| 7     | Barnabas Solomon      | ETH  | 6,95      |
| 8     | Fredy Oyono           | CMR  | 6,27      |

5. März

#### Dreisprung
| Platz | Athlet                | Land | Weite (m) |
| ----- | --------------------- | ---- | --------- |
| 1     | Haithem Sebbat        | ALG  | 15,39     |
| 2     | Brian Mada            | ZIM  | 15,30     |
| 3     | Marouane Aissaoui     | MAR  | 15,30     |
| 4     | Jockthan Cheruyot     | KEN  | 15,29     |
| 5     | Mouhcine Khoua        | MAR  | 14,93     |
| 6     | Hesham Abdelhamid Ali | EGY  | 14,82     |
| 7     | Solomon Befekadu      | ETH  | 14,76     |

7. März

#### Kugelstoßen
| Platz | Athlet                   | Land | Weite (m)    |
| ----- | ------------------------ | ---- | ------------ |
| 1     | Mohamed Magdi Hamza      | EGY  | 20,66 CR AJR |
| 2     | Shehab Mohamed Abdalaziz | EGY  | 18,43        |
| 3     | Jason van Rooyen         | RSA  | 17,73        |
| 4     | Zegeye Moga              | ETH  | 16,58        |
| 5     | Johan Scholtz            | RSA  | 15,79        |
| 6     | Commissioner Melaku      | ETH  | 15,74        |
| 7     | Bachir Lambarki          | MAR  | 14,99        |
| 8     | Last Chooda              | BOT  | 11,80        |

6. März

#### Diskuswurf
| Platz | Athlet              | Land | Weite (m) |
| ----- | ------------------- | ---- | --------- |
| 1     | Johan Scholtz       | RSA  | 57,57     |
| 2     | Hassan el-Shabrawy  | EGY  | 54,74     |
| 3     | Jason van Rooyen    | RSA  | 52,68     |
| 4     | Mohamed Magdy Hamza | EGY  | 52,04     |
| 5     | Bachir Lambarki     | MAR  | 47,95     |
| 6     | Ituah Enahoro       | NGR  | 42,91     |
| 7     | Desta Abera         | ETH  | 39,64     |

8. März

#### Hammerwurf
| Platz | Athlet                 | Land | Weite (m) |
| ----- | ---------------------- | ---- | --------- |
| 1     | Ahmed Tarek Ismail     | EGY  | 74,46     |
| 2     | Tshepang Makhethe      | RSA  | 74,28     |
| 3     | Hassar Abdellah        | MAR  | 67,64     |
| 4     | Allan Cumming          | RSA  | 66,68     |
| 5     | Karim Sobhy Abdelkarim | MAR  | 62,71     |

6. März

#### Speerwurf
| Platz | Athlet              | Land | Weite (m) |
| ----- | ------------------- | ---- | --------- |
| 1     | Bahaa Khalil Sherif | EGY  | 70,09     |
| 2     | Leon Loubser        | RSA  | 67,69     |
| 3     | Okello Othow Ojulu  | ETH  | 66,23     |
| 4     | Shiferaw Shitikia   | ETH  | 59,24     |
| 5     | Pako Tsapo          | BOT  | 57,76     |
| 6     | Ituah Enahoro       | NGR  | 52,71     |
| 7     | Esmeraldino Trigo   | ANG  | 50,71     |

7. März

### Mädchen

#### 100 m
| Platz | Athletin           | Land | Zeit (s) |
| ----- | ------------------ | ---- | -------- |
| 1     | Tamzin Thomas      | RSA  | 11,69    |
| 2     | Aniekeme Alphonsus | NGR  | 11,83    |
| 3     | Ese Brume          | NGR  | 11,86    |
| 4     | Simone du Plooy    | RSA  | 12,28    |
| 5     | Maboundou Koné     | CIV  | 12,44    |
| 6     | Bassant Hemida     | EGY  | 12,50    |
| 7     | Fayo Frew          | ETH  | 12,54    |
| 8     | Suzanne Toti       | CIV  | 12,56    |

Finale: 6. März
Wind: −1,4 m/s

#### 200 m
| Platz | Athletin                | Land | Zeit (s) |
| ----- | ----------------------- | ---- | -------- |
| 1     | Praise Idamadudu        | NGR  | 23,76    |
| 2     | Tegest Yuma             | ETH  | 24,84 NR |
| 3     | Aniekeme Alphonsus      | NGR  | 24,19    |
| 4     | Simone du Plooy         | RSA  | 24,52    |
| 5     | Robyn Haupt             | RSA  | 24,53    |
| 6     | Maureen Nyatichi Thomas | KEN  | 24,79    |
| 7     | Neima Sefa              | ETH  | 25,19    |
| 8     | Fatoumata Sacko         | MLI  | 25,27    |

Finale: 8. März
Wind: −1,6 m/s

#### 400 m
| Platz | Athletin        | Land | Zeit (s) |
| ----- | --------------- | ---- | -------- |
| 1     | Tosin Adeloye   | NGR  | 54,09    |
| 2     | Esther Asamu    | NGR  | 55,11    |
| 3     | Tegest Yuma     | ETH  | 55,24    |
| 4     | Neima Sefa      | ETH  | 55,84    |
| 5     | Mariette Agbety | BEN  | 58,23    |
| 6     | Naty Mane       | SEN  | 59,33    |
| 7     | Galefele Moroko | BOT  | 60,16    |

6. März

#### 800 m
| Platz | Athletin              | Land | Zeit (min) |
| ----- | --------------------- | ---- | ---------- |
| 1     | Chaltu Regasa         | ETH  | 2:09,20    |
| 2     | Kore Nagaho           | ETH  | 2:09,61    |
| 3     | Susan Aneno           | UGA  | 2:11,73    |
| 4     | Betty Chepkemoi       | KEN  | 2:14,66    |
| 5     | Eglay Nafuna Nalyanya | KEN  | 2:18,72    |
| 6     | Esther Chebet         | UGA  | 2:22,70    |
|       | Thandi Uerimuna       | BOT  | DNS        |
|       | Divine Makaya         | COD  | DNS        |

6. März

#### 1500 m
| Platz | Athletin                | Land | Zeit (min) |
| ----- | ----------------------- | ---- | ---------- |
| 1     | Dawit Seyaum            | ETH  | 4:15,94    |
| 2     | Besu Beko               | ETH  | 4:17,11    |
| 3     | Irene Chepkemoi         | KEN  | 4:26,19    |
| 4     | Eva Cherono             | KEN  | 4:29,43    |
| 5     | Beatha Nishimwe         | RWA  | 4:40,49    |
| 6     | Venantie Mukandayisenga | RWA  | 5:02,02    |

8. März

#### 3000 m
| Platz | Athletin              | Land | Zeit (min) |
| ----- | --------------------- | ---- | ---------- |
| 1     | Medina Nigussie       | ETH  | 09:31,37   |
| 2     | Suru Galchu           | ETH  | 09:34,48   |
| 3     | Sandrafelis Chebet    | KEN  | 09:38,60   |
| 4     | Rukundo Nyira         | RWA  | 10:02,83   |
| 5     | Jackline Chepkoech    | KEN  | 10:10,74   |
| 6     | Francine Niyomwungere | BDI  | 10:17,44   |
| 7     | Carine Tatah          | CMR  | 10:20,67   |

5. März

#### 5000 m
| Platz | Athletin              | Land | Zeit (min) |
| ----- | --------------------- | ---- | ---------- |
| 1     | Etagegn Woldu         | ETH  | 17:02,71   |
| 2     | Sintayehu Lewetegn    | ETH  | 17:03,87   |
| 3     | Stella Chesang        | UGA  | 17:04,91   |
| 4     | Emily Chebet Muge     | KEN  | 17:06,59   |
| 5     | Valentina Mateiko     | KEN  | 17:07,24   |
| 6     | Cavaline Nahimana     | BDI  | 17:17,33   |
| 7     | Francine Niyomwungere | BDI  | 18:00,77   |
| 8     | Carine Tatah          | CMR  | 19:10,40   |

7. März

#### 5000 m Gehen
| Platz | Athlet               | Land | Zeit (min) |
| ----- | -------------------- | ---- | ---------- |
| 1     | Yehuaeye Mitiku      | ETH  | 24:49,11   |
| 2     | Ayalnesh Negatu      | ETH  | 25:41,52   |
| 3     | Chahinez Nasri       | TUN  | 27:08,52   |
| 4     | Zina Bouhraoua       | ALG  | 28:00,39   |
| 5     | Udelle de Winnaar    | RSA  | 28:52,85   |
| 6     | Tinhinane Boumaza    | ALG  | 29:20,90   |
| 7     | Amira Zirhom Mohamed | EGY  | 29:37,04   |

7. März

#### 100 m Hürden
| Platz | Athletin            | Land | Zeit (s) |
| ----- | ------------------- | ---- | -------- |
| 1     | Tobi Amusan         | NGR  | 14,26    |
| 2     | Linha Ahmed         | EGY  | 14,48    |
| 3     | Temidayo Osinbanjo  | NGR  | 14,58    |
| 4     | Mihret Weldegeorgis | ETH  | 15,46    |
| 5     | Safa Osman          | SUD  | 18,40    |
|       | Konjit Teshome      | ETH  | DSQ      |

6. März
Wind: −3,0 m/s

#### 400 m Hürden
| Platz | Athletin              | Land | Zeit (s) |
| ----- | --------------------- | ---- | -------- |
| 1     | Gezelle Magerman      | RSA  | 59,41    |
| 2     | Daisy Akpofa          | NGR  | 60,35    |
| 3     | Glory Onome Nathaniel | NGR  | 60,51    |
| 4     | Tigist Kebede         | ETH  | 61,33    |
| 5     | Rokya Fofana          | BFA  | 63,18    |
| 6     | Eleni Demelash        | ETH  | 63,34    |
| 7     | Safa Osman            | SUD  | 63,41    |
|       | Nourin Hassan Mahmoud | EGY  | DNF      |

8. März

#### 3000 m Hindernis
| Platz | Athletin              | Land | Zeit (min) |
| ----- | --------------------- | ---- | ---------- |
| 1     | Stella Rutto          | KEN  | 10:22,47   |
| 2     | Zewdine Teklemariam   | ETH  | 10:31,40   |
| 3     | Mihret Adhena         | ETH  | 10:45,67   |
| 4     | Dorcas Nzembi Kithome | KEN  | 10:37,26   |

8. März

#### 4 × 100 m Staffel
| Platz | Land      | Athleten                                                           | Zeit (s) |
| ----- | --------- | ------------------------------------------------------------------ | -------- |
| 1     | Nigeria   | Aniekeme Alphonsus Omotayo Abolaji Blessing Adiakerehawa Ese Brume | 44,83 CR |
| 2     | Südafrika | Carla Johnson Simone du Plooy Robyn Haupt Tamzin Thomas            | 46,49    |
| 3     | Äthiopien | Fayo Frew Besa Kedir Mintamir Emagnu Abise Kebede                  | 48,30    |
| 3     | Ägypten   | Linha Ahmed Esraa Owis Salma Gamal Ahmed Bassant Hemida            | 48,30    |

7. März

#### 4 × 400 m Staffel
| Platz | Land      | Athleten                                                                  | Zeit (min) |
| ----- | --------- | ------------------------------------------------------------------------- | ---------- |
| 1     | Nigeria   | Esther Asamu Yinka Ajayi Praise Idamadudu Tosin Adeloye                   | 3:38,94    |
| 2     | Äthiopien | Kore Nagaho Neima Suraj Chaltu Regasa Tegest Yuma                         | 3:48,57    |
|       | Kenia     | Eglay Nafuna Nalyanya Betty Chepkemoi Eva Cherono Maureen Nyatichi Thomas | DSQ        |

8. März

#### Hochsprung
| Platz | Athletin               | Land | Höhe (m) |
| ----- | ---------------------- | ---- | -------- |
| 1     | Marlize Higgins        | RSA  | 1,80     |
| 2     | Julia du Plessis       | RSA  | 1,75     |
| 3     | Rhizlane Siba          | MAR  | 1,75     |
| 4     | Kut Uchan              | ETH  | 1,70     |
| 5     | Ariyat Dibow Ubang     | ETH  | 1,70     |
| 6     | Aminata Bah            | MLI  | 1,65     |
| 7     | Fatima Zahra el-Alaoui | MAR  | 1,65     |
| 8     | Grace Anigbata         | NGR  | 1,60     |

7. März

#### Stabhochsprung
| Platz | Athletin              | Land | Höhe (m) |
| ----- | --------------------- | ---- | -------- |
| 1     | Louise Sparks Kaytlin | RSA  | 3,40     |
| 2     | Klilou Nahid          | MAR  | 2,20     |
|       | Chahinez Nasri        | TUN  | NM       |

5. März

#### Weitsprung
| Platz | Athletin          | Land | Weite (m) |
| ----- | ----------------- | ---- | --------- |
| 1     | Ese Brume         | NGR  | 6,33 CR   |
| 2     | Carla Johnson     | RSA  | 5,92      |
| 3     | Esraa Owis        | EGY  | 5,89      |
| 4     | Mercy Abire       | NGR  | 5,84      |
| 5     | Nehimiya Mesele   | ETH  | 5,55 w    |
| 6     | Nybolo Uguda      | ETH  | 5,50      |
| 7     | Aminata Bah       | MLI  | 5,48      |
| 8     | Salma Gamal Ahmed | EGY  | 5,35      |

8. März

#### Dreisprung
| Platz | Athletin        | Land | Weite (m) |
| ----- | --------------- | ---- | --------- |
| 1     | Ese Brume       | NGR  | 13,16     |
| 2     | Esraa Owis      | EGY  | 13,04 NR  |
| 3     | Zinzi Chabangu  | RSA  | 13,03     |
| 4     | Nybolo Uguda    | ETH  | 12,59     |
| 5     | Kaoutar Selmi   | ALG  | 12,43     |
| 6     | Uche Brown      | NGR  | 12,40     |
| 7     | Salma Gamal     | EGY  | 12,38     |
| 8     | Athina Freminot | SEY  | 11,80 w   |

6. März

#### Kugelstoßen
| Platz | Athletin                | Land | Weite (m) |
| ----- | ----------------------- | ---- | --------- |
| 1     | Monique Wagner          | RSA  | 13,96     |
| 2     | Judith Anulika Aniefuna | NGR  | 13,53     |
| 3     | Amele Muluadam          | ETH  | 12,23 NR  |
| 4     | Attya Nourhan Mohamed   | EGY  | 11,88     |
| 5     | Wanzel Breytenbach      | RSA  | 11,73     |
| 6     | Meseret Kebede          | ETH  | 11,69     |
| 7     | Amira Sayed             | EGY  | 11,45     |
| 8     | Kenifing Traore         | MLI  | 11,01     |

8. März

#### Diskuswurf
| Platz | Athletin             | Land | Weite (m) |
| ----- | -------------------- | ---- | --------- |
| 1     | Leandri Geel         | RSA  | 46,76     |
| 2     | Amira Sayed          | EGY  | 44,60     |
| 3     | Naila Dehamnia       | ALG  | 43,19     |
| 4     | Ashley Nieuwenhuyzen | RSA  | 42,87     |
| 5     | Debrah Servina       | SEY  | 36,00     |
| 6     | Almaz Niguse         | ETH  | 34,76     |
| 7     | Abise Bekana         | ETH  | 33,24     |
| 8     | Kelechi Nwanaga      | NGR  | 29,29     |

5. März

#### Hammerwurf
| Platz | Athletin                   | Land | Weite (m) |
| ----- | -------------------------- | ---- | --------- |
| 1     | Israa Mostafa Mohamed      | EGY  | 57,85     |
| 2     | Stefanie Greyling          | RSA  | 53,71     |
| 3     | Letitia Janse van Rensburg | RSA  | 52,42     |
| 4     | Fatma Achram Hafez         | EGY  | 49,03     |
| 5     | Melissa Armanda            | MRI  | 48,35     |
| 6     | Samira Addi                | MAR  | 45,87     |

7. März

#### Speerwurf
| Platz | Athletin              | Land | Weite (m) |
| ----- | --------------------- | ---- | --------- |
| 1     | Jo-Ane van Dyk        | RSA  | 49,47     |
| 2     | Kelechi Nwanaga       | NGR  | 46,46     |
| 3     | Shura Jilo            | ETH  | 43,85     |
| 4     | Kenifing Traore       | MLI  | 40,96     |
| 5     | Salma Shamseldin Taha | EGY  | 40,92     |
| 6     | Birinesh Bire         | ETH  | 40,72     |
|       | Gabe Adel Zakarya     | EGY  | DNS       |

8. März

#### Siebenkampf
| Platz | Athletin           | Land | Punkte |
| ----- | ------------------ | ---- | ------ |
| 1     | Temidayo Osinbanjo | NGR  | 4765   |
| 2     | Kaiqtion Kruger    | NAM  | 4641   |
| 3     | Nienka du Toit     | RSA  | 4490   |
| 4     | Nienka du Toit     | RSA  | 3828   |
| 5     | Nezha el-Ghali     | MAR  | 3486   |
| 6     | Nahid Killoi       | MAR  | 3457   |
| 7     | Celine Marc        | MRI  | 2995   |

7./8. März

## Abkürzungen
| - WR = Weltrekord - WJR = Juniorenweltrekord - OR = olympischer Rekord - YOR = olympischer Jugendrekord - AR = Kontinentalrekord - AJR = Juniorenkontinentalrekord - NR = nationaler Rekord - NJR = nationaler Juniorenrekord - CR = Meisterschaftsrekord - MR = Veranstaltungsrekord | - WB = Weltbestleistung - WJB = Juniorenweltbestleistung - WYB = Jugendweltbestleistung - AB = Kontinentbestleistung - AJB = Juniorenkontinentalbestleistung - AYB = Jugendkontinentalbestleistung - NB = nationale Bestleistung - NJR = nationale Juniorenbestleistung - NYB = nationale Jugendbestleistung | - PB = persönliche Bestleistung - SB = persönliche Saisonbestleistung - QB = Qualifikationsbestleistung - WL = Weltjahresbestleistung - WJL = Juniorenweltjahresbestleistung - WYL = Jugendweltjahresbestleistung - DSQ = disqualifiziert (engl. Disqualified) - DNS = Wettkampf nicht angetreten (engl. Did Not Start) - DNF = Wettkampf nicht beendet (engl. Did Not Finish) |